# Le Maître de maison
 (juillet 2012).

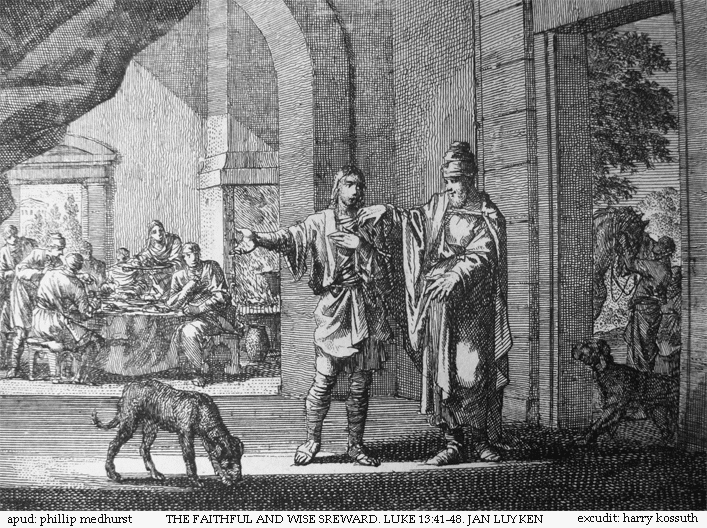
Gravure de Jan Luyken sur cette parabole, issue de la Bible Bowyer.

Le Maître de maison est une parabole de l'Évangile selon Marc. Jésus-Christ dit qu'il faut veiller en priant en attendant le jour du Jugement dernier. 

## Texte
Évangile selon Marc, chapitre 13, versets 33 à 37 :

« Prenez garde, veillez et priez ; car vous ne savez quand ce temps viendra. Il en sera comme d'un homme qui, partant pour un voyage, laisse sa maison, remet l'autorité à ses serviteurs, indique à chacun sa tâche, et ordonne au portier de veiller. Veillez donc, car vous ne savez quand viendra le maître de la maison, ou le soir, ou au milieu de la nuit, ou au chant du coq, ou le matin; craignez qu'il ne vous trouve endormis, à son arrivée soudaine. Ce que je vous dis, je le dis à tous : Veillez. »

— Traduction d'après la Bible Louis Segond.

## Interprétation
Benoît XVI dans une de ses homélies parle de ce passage donné aujourd'hui pendant le temps de l'Avent ; pour le souverain pontife, il faut prier comme le dit saint Marc mais pas seulement : « Nous préparer à l'avènement du Christ est également l'exhortation que nous recueillons de l'Évangile d'aujourd'hui :  "Veillez", nous dit Jésus dans la brève parabole du maître de la maison qui part, mais ne sait pas s'il reviendra (cf. Mc 13, 33-37). Veiller signifie suivre le Seigneur, choisir ce qu'il a choisi, aimer ce qu'il a aimé, conformer sa vie à la sienne ; veiller comporte de passer chaque instant de notre temps dans l'horizon de son amour sans se laisser abattre par les inévitables difficultés et problèmes quotidiens».